# John Evershed
John Evershed FRS (26 de febrero de 1864 - 17 de noviembre de 1956) fue un astrónomo inglés, el primero en observar movimientos radiales en las manchas solares, un fenómeno conocido como efecto Evershed.

## Biografía
Evershed nació en Gomshall, Surrey, hijo de John y Sophia (nacida Price) Evershed. Hizo el descubrimiento que lleva su nombre en 1909.
Estuvo casado con la astrónoma Mary Ackworth Orr Evershed, con quien fue coautor de algunos trabajos. Evershed falleció en Ewhurst, Surrey el 17 de noviembre de 1956.

## Honores

### Premios
- En 1918 Evershed recibió la Medalla de oro de la Real Sociedad Astronómica.
- Fue elegido miembro de la Royal Society en mayo de 1915.[1][3]

### Eponimia
- El fenómeno conocido como efecto Evershed lleva el nombre de su descubridor.
- El cráter lunar Evershed también lleva este nombre en su memoria.